# Geogarypus exochus
Geogarypus exochus är en spindeldjursart som beskrevs av Harvey 1986. Geogarypus exochus ingår i släktet Geogarypus och familjen Geogarypidae. Inga underarter finns listade i Catalogue of Life.